# Tony Neelankavil

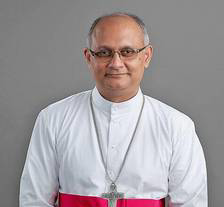
Tony Neelankavil, 2017

Tony Neelankavil (* 23. Juli 1967 in Valappad, Kerala, Indien) ist ein indischer Geistlicher und syro-malabarischer Weihbischof in Trichur.

## Leben
Tony Neelankavil empfing am 27. Dezember 1993 durch den syro-malabarischen Bischof von Trichur, Joseph Kundukulam, das Sakrament der Priesterweihe. 2002 wurde er an der Universität Löwen zum Dr. theol. promoviert. Danach wurde er zum Rektor des Marymatha Major Seminary, des Priesterseminars in Thrissur, ernannt. Dort richtete er alljährlich das „Marymatha Encounter of Pastoral Challenges“ aus, eine der einflussreichsten Tagungen zur indischen Theologie. 2015 war er Gambrinus-Fellow der Technischen Universität Dortmund.
Am 1. September 2017 ernannte ihn Papst Franziskus zum Titularbischof von Masuccaba und zum Weihbischof in Trichur. Der syro-malabarische Erzbischof von Trichur, Andrews Thazhath, spendete ihm am 18. November desselben Jahres in der Kathedrale Our Lady of Lourdes in Thrissur die Bischofsweihe; Mitkonsekratoren waren der emeritierte Erzbischof von Trichur, Jacob Thoomkuzhy, und der syro-malabarische Bischof von Shamshabad, Raphael Thattil.

## Schriften
- Towards an Intercultural Hermeneutics of Trinitarian Harmony. A Conversation between Vedāntic and Early Christian Traditions in Response to the Asian Synod. Dissertation, Katholieke Universiteit Leuven 2002.
- Challenging Responsibilities of the Sacraments of Baptism and Chrismation. In: Ephrem’s theological journal, Jg. 18 (2014), Nr. 2, S. 150–157.
- Meaning of Fasting According to the East Syrian Fathers of the Church. In: Ephrem’s theological journal, Jg. 20 (2016), Nr. 1, S. 64–74.
- Roots of Religious Violence in India. In:	Jochen Flebbe, Görge K. Hasselhoff (Hrsg.): Ich bin nicht gekommen, Frieden zu bringen, sondern das Schwert. Aspekte des Verhältnisses von Religion und Gewalt. Vandenhoeck & Ruprecht, Göttingen 2017, ISBN 978-3-8471-0672-2, S. 229–242.